# 莱斯利·劳
莱斯利·劳（英語：Leslie Law，1965年5月5日—），英国男子马术运动员。他曾代表英国参加2000年和2004年夏季奥林匹克运动会马术比赛，获得一枚金牌和二枚银牌。